# Кадеш
Кадеш е древен град в днешна Сирия, разположен на река Оронт. Някои изследователи, като Кенет Кичън, идентифицират Кадеш като развалините край селището Тел Неби Менд на 24 km югозападно от Хомс.
Селището възниква през халколита, като от XV век пр.н.е. попада под влиянието на хетите. През 1274 година край града се провежда битката при Кадеш, важен сблъсък между египтяни и хети. Градът е разрушен около 1174 година пр.н.е. при нашествията на морските народи